# Cosmopterix nanshanella
Cosmopterix nanshanella là một loài bướm đêm thuộc họ Cosmopterigidae. Loài này có ở Trung Quốc (Chiết Giang).
Chiều dài cánh trước khoảng 6 mm.